# Nếu… thì?
Nếu... thì?: Giải đáp khoa học cho những câu hỏi quái chiêu (tiếng Anh: What If?: Serious Scientific Answers to Absurd Hypothetical Questions) là một quyển sách phi hư cấu viết bởi Randall Munroe trong đó tác giả trả lời những câu hỏi khoa học giả tưởng gửi đến từ độc giả của bộ webcomic của ông, xkcd. Quyển sách chứa một số câu hỏi và giải đáp vốn được đăng trên blog What If? của ông, cùng một số câu hỏi mới. Quyển sách được chia thành vài chục chương, phần lớn trả lời một câu hỏi duy nhất. What If? được phát hành tại Mỹ ngày 2 tháng 9 năm 2014 và nhận được đánh giá tích cực của nhà phê bình. Tháng 4 năm 2018, quyển sách được dịch sang tiếng Việt với tên gọi Nếu… thì?.

## Cảm hứng
Trong phần giới thiệu của quyển sách, Randall Munroe kể lại khi còn nhỏ thắc mắc "có nhiều thứ cứng hay thứ mềm hơn trên thế giới", và kết luận rằng "thế giới có khoảng ba tỷ vật mềm và năm tỷ vật cứng". Cuộc trò chuyện dẫn đến câu hỏi này gây ấn tượng với mẹ Munroe đến mức bà ghi nó lại. Tuy Munroe nói câu hỏi này khá vô nghĩa, anh dùng nó làm ví dụ cho cách "trả lời chi tiết một câu hỏi ngu ngốc có thể dẫn đến nhiều điều thú vị".
Kể từ năm 2012, Munroe đã bắt đầu trả lời những câu hỏi kỳ quặc được gửi từ độc giả của xkcd trên trang blog What If?. Ý tưởng này bắt nguồn từ một chương trình tổ chức bởi MIT trong đó các tình nguyện viên tham gia dạy các học sinh trung học một môn bất kỳ. Munroe đăng ký sau khi nghe về nó từ một người bạn và quyết định dạy một lớp về năng lượng. Tuy rằng bài giảng có phần "khô" lúc đầu, khi Munroe đưa ví dụ từ Star Wars và The Lord of the Rings, các học sinh trở nên hứng thú hơn. Nửa sau của tiết học được dùng để giải các bài toán và vật lý. Munroe viết những mục đầu tiên trước khi blog bắt đầu, dựa trên những câu hỏi anh đưa ra ngày hôm đó.
Do việc đưa trang web trực tuyến bị trì hoãn, Munroe có nhiều thời gian để nghĩ về thiết kế của trang blog hơn. Anh chọn cách hiển thị các mục thành từng trang riêng lẻ thay vì dùng một trang lướt vô tận, do anh coi cái sau khó tiếp cận hơn. Munroe thường chọn câu hỏi mà anh biết một phần, hoặc sau khi đọc một bài viết khoa học, anh để ý những câu hỏi mà có thể được sử dụng. Munroe nói số lượng câu hỏi lớn đến nỗi không thể đọc hết tất cả. Trả lời một câu hỏi và viết thành một bài đăng thường tốn anh một ngày làm việc.

## Sáng tác
Tháng 3 năm 2014, Munroe thông báo đã ký một thỏa thuận với Houghton Mifflin Harcourt tổng hợp một số bài đăng What If? thành một quyển sách. What If?: Serious Scientific Answers to Absurd Hypothetical Questions sẽ được xuất bản vào tháng 9 năm đó.
Quyển sách What If? chứa câu hỏi và giải đáp từ blog của anh cùng mười chín câu hỏi mới. Ngoài ra, Munroe chọn một số câu hỏi chưa được trả lời từ hộp thư và tổng hợp chúng vào các phần khác nhau của quyển sách. Chữ alt, vốn phổ biến cho hình ảnh trên trang blog gốc, bị lược bỏ trong quyển sách, tuy nhiên đôi khi có chú thích dưới ảnh. Thay vào đó, Munroe thêm nhiều cước chú vào quyển sách để thêm thông tin hoặc giải trí. Bìa quyển sách vẽ một con khủng long bạo chúa bị hạ xuống một Sarlacc từ Chiến tranh giữa các vì sao, một chủ đề không có trong quyển sách.
What If? là quyển sách thứ hai của Munroe, sau XKCD: Volume 0, một tuyển tập có chọn lọc của xkcd phát hành năm 2009. Munroe phát hành quyển sách thứ ba với tựa đề Thing Explainer, năm 2015.

## Nội dung

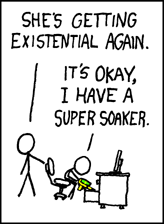
Các câu trả lời được minh họa bởi tranh người que vẽ bởi Munroe

What If? chủ yếu chứa giải đáp của Munroe cho những câu hỏi giả tưởng của độc giả trong nhiều lĩnh vực khoa học. Các câu hỏi hơi hướng kỳ quặc, giả sử một tình huống phi thực tế và yêu cầu suy luận logic để dẫn đến kết luận. Câu hỏi đầu tiên Munroe trả lời trên blog của mình là:
Điều gì sẽ xảy ra nếu bạn đánh một quả bóng chày bay ở 90% tốc độ ánh sáng?— What If?

Sử dụng toán học và vật lý, Munroe kết luận rằng một vụ nổ lớn sẽ xảy ra, và cuối cùng kết quả là dính bởi người ném (tiếng Anh: hit by pitch). What If? tiếp cận các câu hỏi với khiếu hài hước và đôi khi dùng xấp xỉ để trả lời những câu có vẻ không thể trả lời. Hầu hết các câu hỏi yêu cầu giả sử và kiến thức khoa học đa ngành để trả lời, dẫn đến các tính toán "mặt sau phong bì". What If? được đan xen bởi những hình minh họa người que "nghiệp dư một cách duyên dáng".
Quyển sách cũng có những phần với tựa đề "Weird (and Worrying) Questions from the What If? Inbox",  tổng hợp các câu hỏi Munroe chưa trả lời vì anh "không muốn nghĩ về nó". Trong một bài phỏng vấn, Munroe nói anh "chưa bao giờ vượt qua được hình ảnh nội tâm ban đầu" của câu hỏi "Răng bạn phải lạnh đến mức nào để khi uống cà phê nóng chúng sẽ bị vỡ?"

## Đón nhận
Quyển sách được đánh giá tích cực bởi các nhà phê bình. Ethan Gilsdorf của tờ Boston Globe nói rằng "tôi hứng thú coi Munroe tiếp cận từng câu hỏi và xem xét mọi yếu tố có thể xảy ra". Theo Gilsdorf, What If? cho anh cái nhìn vào "thế giới quan kỳ thú của Munroe" bằng cách so sánh những viễn cảnh thảm họa với những ý tưởng điên rồ khác, như là xem xét tác động của một trận động đất mạnh âm 7 độ Richter. Tờ Huffington Post nhận xét "Điều làm tác phẩm của Munroe tuyệt vời đến thế là sự kết hợp giữa hai yếu tố: sự kiên định anh dành vào việc trả lời ngay cả những câu hỏi kỳ quặc nhất bằng khoa học xác đáng, và khiếu hài hước không thể chối bỏ của anh". Rhett Allain của Wired ca ngợi What If? vì đến con trai 12 tuổi của anh cũng thích nó, tuy nhiên anh phát hiện một lỗi nhỏ trong quyển sách.
Sam Hewitt của Varsity và Marla Desat của The Escapist để ý rằng bản in đầu tiên có một số lỗi hiển thị ký hiệu toán học, khi một hình vuông thay vì chữ delta được in trong quyển sách.
What If? được phát hành ngày 2 tháng 9 năm 2014 và đứng đầu danh sách sách bán chạy của New York Times ngày 21 tháng 9, đồng thời trở thành "Sách Hay nhất Tháng Amazon". Quyển sách được đề cử trong Goodreads Choice Awards hạng mục "Sách phi hư cấu xuất sắc nhất" năm 2014.